# 慈善寺石窟
慈善寺石窟是位于中国陕西省宝鸡市麟游县城东约5千米处的佛教石窟寺，2001年被列为第五批全国重点文物保护单位。
慈善寺石窟始凿于隋仁寿年间，大部分石窟为隋唐时期开凿。石窟位于高28米的崖壁上，西崖有三大窟，南崖则多为窟龛，两处共有十二个洞窟、六座佛龛、四十七尊造像。

## 石窟
现存石窟分布于高28米的崖壁上，西崖有三大窟，而南崖窟龛较多。西崖第一、二窟平面呈马蹄形，窟内佛像体量较大。第一窟主佛由隋皇室出资所刻，高5.5米，极为珍贵。南崖上有九个摩崖造像龛，内凿佛像，体量较小。
慈善寺石窟为隋唐两朝皇帝到麟游消夏避暑做佛事所建。隋朝之后慈善寺石窟作为唐代首个皇家寺院，从唐高宗永辉四年（653年）和武则天时期续凿，并对过去的庙堂继续扩修。 据史料记载，隋仁寿二年（公元602年）六月五日夜，慈善寺新建佛堂开光之日，就有灵光映现，并绕梁三圈。四日后，六月九日，天降银屑天花，舍人崔君德用金钵奉给皇帝御览。慈善寺崖壁间的石佛像，工巧妙绝，是唐永辉四年（公元653年）的作品。唐文宗开成元年（公元836年）慈善寺佛舍遭到大水毁坏，后多次修复。现存南北两大窟主佛均高4.5米以上，佛像丰满圆润，刀法洗练，不仅代表了隋唐皇家寺院佛教艺术，也是同时期佛造像的最高艺术水平。它的建筑和雕刻样式曾是当时建造石窟的范本，因而保存下来的洞窟建筑也十分珍贵。 